# Paul Bießmann
Paul Bießmann (* 1988 in Schweinfurt) ist ein deutscher Pianist sowie Medien- und Digitalkünstler.

## Biografie
Paul Bießmann studierte Jazz-Piano an der Hochschule für Musik Nürnberg und Medientechnologie an der Technischen Universität Ilmenau. Seine Digitalkunst entwirft er mittels Soundinstallationen, improvisierter Live-Elektronik und interaktiven Visuals.
Er wirkte für das Center for Creative Industries (CCI) Fabrika in Moskau, bei der Eröffnung des Futuriums in Berlin, bei den Gluck-Festspielen in Nürnberg, beim HIDALGO Festival in München, beim Impuls-Festival, bei der Internationalen Orgelwoche Nürnberg, bei den Montforter Zwischentönen in Feldkirch, für das Museum für Kommunikation Nürnberg, an der Neuköllner Oper in Berlin, am Theater Pfütze in Nürnberg, im Radialsystem in Berlin und bei den Weilburger Schlosskonzerten. Er ist Mitglied des HIDALGO Kollektivs und spielt regelmäßig unter anderem für das Zentrum für Politische Schönheit, die Jazzrausch Bigband und das Verworner-Krause-Kammerorchester (VKKO).

## Auszeichnungen
- 2019: Gewinner des Wettbewerbs für elektronische Musikproduktion auf dem Nürnberg Digital Festival
- 2017: Gewinner des Konzertdramaturgie-Wettbewerbs HUGO der Montforter Zwischentöne (mit dem Projekt Ensemble Fraktale)